# Yulia Vladimirovna Drunina
Yulia Vladimirovna Drunina (tiếng Nga: Юлия Владимировна Друнина, 10 tháng 5 năm 1924 – 21 tháng 11 năm 1991) – nữ nhà thơ Nga.

## Tiểu sử
Yulia Vladimirovna Drunina sinh ở Moskva. Bố là giáo viên dạy lịch sử, mẹ là nhân viên thư viện trường. Học ở trường bố dạy. Năm 17 tuổi tình nguyện ra mặt trận làm y tá chiến trường. Hai lần bị thương. Năm 1947 tham gia Đại hội các nhà văn trẻ toàn liên bang, được kết nạp vào Hội nhà văn Liên Xô. Năm 1952 tốt nghiệp trường viết văn Maxim Gorky. Yulia Vladimirovna Drunina từng được bầu là thư ký Hội nhà văn Liên Xô, được tặng nhiều huân, huy chương.
Năm 1990 được bầu vào Xô viết Tối cao. Khi báo chí hỏi "vào Xô viết Tối cao để làm gì?", Yulia Drunina trả lời: "Tôi muốn bảo vệ quyền lợi của quân đội, bảo vệ quyền lợi của những người tham gia chiến tranh Vệ quốc và những người tham gia chiến đấu ở Afghanistan". Sau đó, khi cảm thấy bất lực, Yulia Drunina đã tự rút lui khỏi Xô viết Tối cao. Năm 1991, bà tự vẫn ở Moskva do không thừa nhận những nguyên tắc của công cuộc cải tổ (Perestroyka).
Thơ của Yulia Drunina viết về tình yêu, tình bạn, tình đồng đội và tình yêu Tổ quốc.

## Tác phẩm

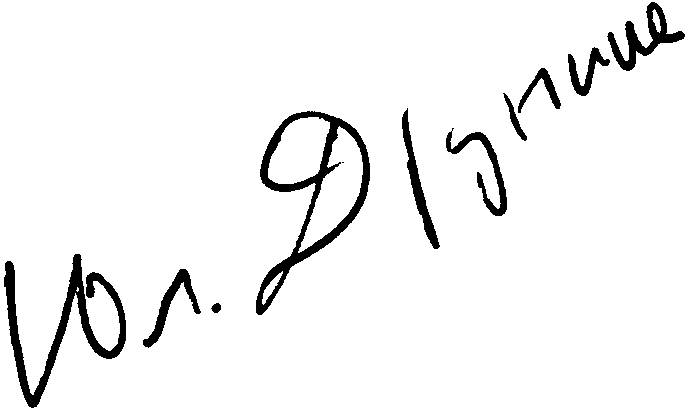
Chữ ký

- Разговор с сердцем, (Trò chuyện với trái tim, 1955), thơ
- Ветер с фронта (Gió từ chiến trường, 1958), thơ
- Современники, (Những người đương thời, 1960), thơ
- Тревога (Nỗi lo, 1965), thơ
- Страна Юность, (Đất nước tuổi trẻ, 1966), thơ
- Ты вернешься, (Anh sẽ trở về, 1968), thơ
- В двух измерениях, (Hai cách đo, 1970), thơ
- Не бывает любви несчастливой (Không có tình yêu nào bất hạnh, 1973), thơ
- Окопная звезда (Ngôi sao nơi chiến hào, 1975), thơ
- Бабье лето (Hè muộn, 1980), thơ
- Алиска (Aliska, 1973), truyện
- С тех вершин (Từ những đỉnh cao ấy, 1979), tự truyện

Các tuyển tập:
- Есть время любить (Một thời để yêu, 2004)
- Память сердца. Стихотворения (Ký ức của trái tim, 2002)
- Неповторимый звёздный час. — Эксмо-Пресс, 2000.
- Мир до невозможности запутан. Стихотворения и поэмы (Thế giới rối bời. Thơ và trường ca, 1997)
- Юлия Друнина. Избранное. В двух томах (Tuyển tập tác phẩm. 2 tập, 1981)

## Một vài bài thơ
| Любовь большую мы несем Любовь большую мы несем, Но я - к тебе, а ты - к другой. Опалены большим огнем, Но я - твоим, а ты - другой. Ты слова ждешь, я слова жду, Я - от тебя, ты - от другой. Твой образ вижу я в бреду, Ты бредишь образом другой. И что уж тут поделать, раз Самой судьбе не жалко нас. Что нас жалеть? Живем любя, Хоть ты - другую, я - тебя. Как объяснить слепому Как объяснить слепому, Слепому, как ночь, с рожденья, Буйство весенних красок, Радуги наважденье? Как объяснить глухому, С рожденья, как ночь, глухому, Нежность виолончели Или угрозу грома? Как объяснить бедняге, Рожденному с рыбьей кровью, Тайну земного чуда, Названного любовью? Ты - рядом Ты - рядом, и все прекрасно: И дождь, и холодный ветер. Спасибо тебе, мой ясный, За то, что ты есть на свете. Спасибо за эти губы, Спасибо за руки эти. Спасибо тебе, мой любимый, За то, что ты есть на свете. Ты - рядом, а ведь могли бы Друг друга совсем не встретить.. Единственный мой, спасибо За то, что ты есть на свете! Мы любовь свою схоронили Крест поставили на могиле. "Слава Богу!" - сказали оба... Только встала любовь из гроба,: Укоризненно нам кивая - Что ж вы сделали? Я живая!.. Нет в любви виноватых и правых Разве эта стихия - вина? Как поток раскаленной лавы Пролетает по судьбам она. Нет в любви виноватых и правых, Никого здесь нельзя винить. Жаль безумца, который лаву Попытался б остановить... Теперь не умирают от любви Теперь не умирают от любви — насмешливая трезвая эпоха. Лишь падает гемоглобин в крови, лишь без причины человеку плохо. Теперь не умирают от любви — лишь сердце что-то барахлит ночами. Но "неотложку", мама, не зови, врачи пожмут беспомощно плечами: "Теперь не умирают от любви..." | Hai chúng ta mang một tình yêu lớn Nhưng tôi yêu anh, anh lại yêu ai Hai chúng ta bị đốt bằng lửa bỏng Tôi – lửa anh, còn anh – lửa của người. Anh chờ lời, tôi cũng chờ một lời Tôi – từ anh, còn anh – từ người khác Hình bóng anh trong cơn mê tôi gặp Còn anh trong cơn mê gặp bóng người. Thôi đành thế, mình biết làm sao được Chỉ tiếc rằng số phận thật trớ trêu Đời không thương thì vẫn sống và yêu Dù tôi yêu anh, còn anh – người khác. Biết làm sao giải thích Biết làm sao giải thích cho người mù Từ lúc sinh ra đã như đêm mờ mịt Vẻ đẹp của mùa xuân ngang tàng bạo ngược Hay sắc cầu vồng không thể hình dung ra? Biết làm sao giải thích cho người điếc Từ lúc sinh ra đã điếc lặng như đêm Vẻ dịu êm của tiếng viôlôngxen Hay cơn giông khi giữa trời sấm sét? Biết làm sao giải thích cho người tội nghiệp Sinh ra trên đời với máu cá lạnh tanh Vẻ bí ẩn của sự diệu kỳ trên mặt đất Có tên gọi là TÌNH??? Anh bên em Anh bên em – tất cả đều tuyệt vời Và mưa rơi, và cơn gió lạnh Em cám ơn anh, nguồn ánh sáng Xin cám ơn vì anh có trên đời. Xin cám ơn vì những bờ môi Cám ơn những bàn tay âu yếm Cám ơn anh, người em yêu mến Xin cám ơn vì anh có trên đời. Anh bên em – vì có một điều này Đã có thể hai chúng mình không gặp… Cám ơn anh, người yêu duy nhất Xin cám ơn vì anh có trên đời. Ta đem chôn tình yêu Ta đã đem chôn tình yêu của mình Rồi ta đặt lên mồ cây thánh giá. Và cả hai đã nói lời: "Lạy Chúa!"… Nhưng tình yêu từ ngôi mộ đứng lên Đổ lỗi cho chúng mình và trách cứ: - Các ngươi làm gì? Ta vẫn sống nhăn!... Trong tình yêu không có kẻ đúng, sai Chẳng lẽ hiện tượng tự nhiên này có lỗi? Tình yêu cũng giống như lò lửa cháy Bay trên số phận mọi người. Trong tình yêu không có kẻ đúng, sai Trong tình yêu không một ai có lỗi Chỉ tiếc thay cho dại dột cái người Từng cố tình dập tắt lò lửa cháy… Thời buổi ni không ai chết vì tình Thời buổi ni buồn cười và tỉnh táo Chỉ huyết cầu tố giảm đi trong máu Chỉ người buồn mà không có nguyên nhân. Thời buổi ni không ai chết vì tình Chỉ con tim cứ mỏi mệt hằng đêm. Nhưng "xe cấp cứu", mẹ ơi đừng gọi Kẻo bác sĩ sẽ nhún vai và nói: "Thời buổi ni không ai chết vì tình…" Bản dịch của Nguyễn Viết Thắng |